# Pieni-Kupsunen
Pieni-Kupsunen är en sjö i kommunen Kuhmo i Finland. Den ligger i kommunen Kuhmo i landskapet Kajanaland i den östra delen av landet. Pieni-Kupsunen ligger 168 meter över havet och ingår i Ule älvs huvudavrinningsområde. Den är 7,7 meter djup. Arean är 1,63 kvadratkilometer och strandlinjen är 8,99 kilometer lång. Sjön  ingår i Uleälvens huvudavrinningsområde. 